# Sport en Tchéquie
Cet article traite du sport en Tchéquie.
Le sport joue un rôle important dans la vie de nombreux Tchèques qui sont généralement de fidèles supporters de leurs équipes ou de leurs sportifs préférés.
Les deux principaux sports en Tchéquie sont le football et le hockey sur glace. Les nombreux autres sports avec des ligues et structures professionnelles sont le basket-ball, le volley-ball, le handball, le handball tchèque, l'athlétisme et le floorball. 
Les événements considérés comme les plus importants par les fans tchèques sont: le Championnat du monde de hockey sur glace, le tournoi de hockey sur glace olympique, le Championnat d'Europe de football, la Coupe du monde de football. 
En général, tout match international de hockey sur glace ou de football impliquant l'équipe nationale tchèque attire l'attention, en particulier quand il est joué contre un rival traditionnel : l'Allemagne en football ; la Russie, la Finlande, la Suède et le Canada en hockey sur glace ; et la Slovaquie pour les deux.

## Disciplines

### Hockey sur glace
L'équipe tchèque de hockey sur glace est l'une des meilleures équipes du monde, régulièrement elle participe au championnat du monde, aux Jeux Olympiques d'hiver et à l'Euro de Hockey. L'équipe nationale a remporté sa première médaille d'or olympique aux Jeux d'hiver de 1998 à Nagano. 
Depuis 1996, la Tchéquie a remporté sept fois les Championnats du monde, y compris trois médailles d'or consécutives de 1999 à 2001. 
Les joueurs tchèques célèbres sont Jaromír Jágr, Dominik Hašek, David Pastrňák, Milan Hejduk, Patrik Eliáš, Aleš Hemský, Tomáš Kaberle, Milan Michalek et Robert Lang, capitaine l'équipe olympique 2006 remportant la médaille de bronze.

### Football
Le football est un sport populaire parmi la population locale. Auparavant, l'ancienne équipe de Tchécoslovaquie était une force avec laquelle il fallait compter, en finissant à la deuxième place à deux reprises en Coupe du Monde et en gagnant l'Euro 1976. 
Plus récemment des joueurs tels que Petr Čech, Tomáš Rosický, Karel Poborský et Pavel Nedvěd ont continué à obtenir de grands succès au sein des grands clubs européens et sont devenus des icônes nationales.
Les clubs les plus réputés sont le SK Slavia Prague, le AC Sparta Prague, le FC Viktoria Plzeň et le FC Slovan Liberec. Les clubs de football tchèques participent généralement à la phase de groupe de la Ligue des champions de l'UEFA et à la phase à élimination directe de la Ligue Europa. 

### Tir
Le Tir sportif est le troisième sport le plus répandu en Tchéquie. Parmi les tireurs notables se trouve Kateřina Emmons, qui a remporté la médaille d'or aux Jeux Olympiques d'été de 2008.

### Baseball
Le baseball gagne en popularité, mais est toujours considéré comme un sport mineur. La Tchéquie a accueilli la Coupe du monde de baseball en 2009. Quelques tchèque ont signé des contrats et jouent dans la ligue mineure de baseball. La Tchéquie a été invité à participer à la ronde de qualification du 2013 World Baseball Classic.

### Criquet
Le cricket est joué en Tchéquie depuis 1997.
L'Union Cricket tchèque est l'organe officiel du cricket en Tchéquie. Son siège actuel est à Prague. L'Union Cricket tchèque est le représentant de la Tchéquie au Conseil international de cricket et est un membre affilié. Il est également membre du Conseil européen de Cricket.

### Ski
La Tchéquie a produit un nombre de skieur de haut niveaux dans diverses disciplines de ski au cours des dernières années. 
Šárka Straková, spécialisée dans le slalom, a remporté quatre médailles aux Championnats du monde dans la discipline: une médaille d'or en 2007, une médaille d'argent en 2009 et de bronzes en 2005 et 2015. Elle a également remporté une médaille de bronze en slalom aux Jeux olympiques d'hiver de 2010. Ester Ledecká est une médaillée d'or en Super G des Jeux olympiques d'hiver de 2018.
En ski de fond, Kateřina Neumannová et Lukáš Bauer ont connu le succès. Neumannová a remporté une médaille d'or dans l'épreuve libre de 30 kilomètres aux Jeux olympiques d'hiver de 2006, ainsi que deux championnats du monde dans la course de 10 kilomètres en 2005 et 2007. Elle a également remporté 18 courses en cross-country de la Coupe du monde FIS. 
Bauer a remporté la coupe du monde de distance dans la saison 2007-08, ainsi que l'argent et deux médailles de bronze aux Jeux olympiques d'hiver de 2006 et 2010, et une médaille d'argent en 15 kilomètres aux championnats du monde 2009. Il est également double vainqueur du Tour de Ski en 2008 et 2010.
En biathlon, des médailles d'or ont été remportées par Kateřina Holubcová (dans l'épreuve individuelle de 15 kilomètres en 2003) et Roman Dostál (dans le 20 km individuel en 2005). Gabriela Koukalová a été la championne de la Coupe du monde de biathlon 2015-2016 et a remporté deux fois la médaille d'or aux Championnats du monde de biathlon.

### Tennis
La Tchéquie organise plusieurs tournois de tennis chaque année, y compris l'Open UniCredit de la Tchéquie à Prostějov et l'Open de Prosperita in Ostrava sur le circuit masculin. Le Sparta Prague Open à Prague sur le circuit féminin, et l'Open de Prague pour les hommes et les femmes. 
Les meilleurs joueurs de tennis de Tchéquie comprennent :

#### Hommes
- Ivan Lendl : 8 titres du Grand Chelem : 3 à Roland Garros (84, 86, 87), 3 à l'US Open (85, 86, 87), 2 à l'Open d'Australie (89 et 90); 5 Masters (81, 82, 85, 86, 87)
- Jan Kodeš : 2 titres du Grand Chelem : 1 à Roland Garros (1970) et 1 à Wimbledon (1973)
- Petr Korda : 1 titre du Grand Chelem : Open d'Australie 1998
- Tomáš Berdych
- Radek Štěpánek

L'Equipe masculine a gagné 3 fois la Coupe Davis, en 1980 (Tchécoslovaquie), 2012 et 2013

#### Femmes
- Martina Navratilová : 18 titres du Grand Chelem en simple, 31 titres du Grand Chelem en double, 10 titres du Grand Chelem en double mixte ; 8 Masters
- Hana Mandlíková : 4 titres du Grand Chelem : Open d'Australie 1980 et 1987, Roland Garros 1981, US Open 1985 ; Masters 1983
- Jana Novotná : 1 titre du Grand Chelem : Wimbledon 1998 ; Masters 1997
- Petra Kvitová : 2 titres du Grand Chelem : Wimbledon 2011 et 2014; Masters 2011
- Lucie Šafářová
- Karolína Plíšková
- Markéta Vondrousova : 1 titre du Grand Chelem : Wimbledon 2023
- Barbora Krejčíková : 2 titres du Grand Chelem : Roland Garros 2021 et Wimbledon 2024

L'Equipe féminine a gagné 11 fois la Fed Cup : 5 fois en tant que Tchécoslovaquie en 75, 83, 84, 85 et 88, et 6 fois depuis en 2011, 2012, 2014, 2015, 2016 et 2018. Cela en fait le pays le plus titré après les Etats-Unis (18 titres).

### Athlétisme
La Tchéquie a produit de nombreux athlètes à succès. Emil Zátopek a remporté trois médailles d'or aux Jeux olympiques d'été de 1952 à Helsinki, dans la course de 5 km, la course de 10 km et le marathon. Parmi les détenteurs actuels de records du monde tchèque figurent Jarmila Kratochvílová (800 mètres), Jan Železný (lancer du javelot) et Barbora Špotáková (lancer du javelot).

## Installations sportives

### Football
Eden Arena - Situé dans le quartier Vrsovice de Prague, quia une capacité assise de 20 800 places. Il est le stade de l'équipe de football SK Slavia Prague et a été ouvert en 2008.
Generali Arena - le stade de l'AC Sparta Prague, qui a une capacité assise de 19 416 et a été ouvert en 1917 et reconstruit en 1994.

### Hockey sur glace
O2 Arena - Situé dans le quartier Libeň de Prague, l'O2 Arena est la plus grande salle multi-fonctionnelle tchèque. Sa capacité est de 18 000 places. HC Sparta Praha y jouent leurs matchs.
Tipsport arena - l'ancienne patinoire du Sparta Praha, a une capacité assise de 13 150 et a été ouvert en 1962.

### Tennis
zone Tennis Štvanice - situé sur l'île de Štvanice à Prague dispose de 14 courts extérieurs et 10 terrains intérieurs. Sa cour centrale a une capacité de 8000 et accueille tous les ans des tournois ATP et WTA.

### Athlétisme
Le stade Městský - Situé à Ostrava. Lieu de l'événement international annuel d'athlétisme Golden Spike Ostrava.

## Nombre de licenciés
En 2014, un peu moins de 340.000 jeunes ont été enregistrés auprès de l'Union tchèque du Sport, ce qui représente une chute de plus d'un tiers depuis la révolution de velours de 1989.